# 南幸男 (画家)
南 幸男（みなみ ゆきお、1935年(昭和10年) - 2009年(平成21年)6月9日）は、三重県志摩市出身の洋画家。三重県志摩市生まれ。

## 略歴
洋画家・南幸男は、昭和10年三重県に生まれる。志摩市立安乗小学校を振り出しに志摩市内の小学校に勤務し、最後は平成7年に志摩市立波切小学校長として退職した。この間、多くの人材育成して三重県の美術教育に貢献した。昭和30年より日展作家大屋正紀（東光会）に油絵を学び東光展に出品を始めた。その後、三塩清巳（日展参与・前東光会理事長）に師事し指導を受ける。東光展審査員となり同展と日展に一貫して郷土志摩をモチーフにした独自の温もりのある画風で作品を発表してきた。また、教職員美術展や志摩市美術展など地域の美術展や美術団体の活動にも指導的な役割を果たすと共に、数々のテレビ出演をし、志摩地方の美しさを全国に紹介した。このような功績により平成21年に三重県民功労者表彰を受けた。日展会友、東光会会員・審査員。平成21年6月9日、肺ガンのため死去。享年73。

## 受賞歴
- 日展 中日賞受賞
- 日展入選11回
- 東光展 会員賞受賞
- 東光展 読売テレビ賞受賞(2回)
- 東光展 読売新聞大阪本社賞受賞
- 三重県美術展 三重県市長会長賞受賞　他6回受賞
- 三重県教職員美術展 三重県教育長賞受賞(2回)
- 全国児童画展 文部大臣指導者賞受賞
- 三重県民功労者(文化功労)表彰　など

## 主なテレビ出演
- 全国児童画展（昭和42年、NHK教育）
- おはようクジラ（平成8年、TBS）
- 絶景の灯台から（平成10年、テレビ朝日）
- ひるどき日本列島（平成11年、NHK）
- ウィークエンド中部（平成14年、NHK）
- 真珠の小箱（平成15年、毎日放送）
- 朝だ!生です旅サラダ（平成17年、朝日放送）
- 小さな旅（平成18年、NHK）
- 金とくドラマ　マサさんがゆく（平成19年、NHK）など

## 主な展示・収蔵先
- 三重県庁舎
- 三重県伊勢庁舎
- 三重県志摩庁舎
- 三重県総合文化センター
- 三重県身体障害者総合福祉センター
- 三重県立志摩病院
- 三重県立志摩高等学校
- 三重県教育文化会館
- 伊勢赤十字病院
- プラザ洞津
- ベルセ島崎
- ミキモト真珠島
- 皇學館大学
- 志摩市役所
- 国民健康保険志摩市民病院
- 志摩市総合保健センター
- 志摩市立図書館
- 志摩市阿児アリーナ
- 志摩市商工会館
- 阿児郵便局
- 鳥羽シーサイドホテル
- 志摩地中海村
- 志摩観光ホテル
- ホテル近鉄アクアヴィラ伊勢志摩
- 伊勢念法寺
- 三重県信用漁業協同組合連合会志摩支店
- 志摩市内の幼稚園・小中学校　など

## 作品展
- 東京銀座
- 大阪心斎橋
- 帯広市
- 津市
- 志摩市(ギャラリーボナール、市民ギャラリー、絵描きの町大王美術ギャラリー他）

## 作品集
- 南幸男 作品集（平成19年1月20日発行、南幸男）[要文献特定詳細情報]
- 南幸男 遺作集（平成22年2月5日発行、ギャラリーボナール） [要文献特定詳細情報]

## サイト
南幸男ギャラリー